# Bitis nasicornis
La vipera nasicorne (Bitis nasicornis) (SHAW, 1802) o vipera rinoceronte è una specie di vipera velenosa che si trova in Africa. Questa vipera è conosciuta per le sue due tipiche "corna" sopra agli occhi.
Al momento non sono riconosciute sottospecie.

## Descrizione
Linee e forme elaborate ricoprono il corpo tozzo di questa vipera, che mostra macchie azzurre, rosse e giallo limone. Questa livrea la aiuta a mimetizzarsi tra le foglie cadute. In media questa vipera misura dai 70 ai 180 cm e le femmine sono più grandi dei maschi. Come la maggior parte dei serpenti, la vipera nasicorne usa le scaglie per mantenere la presa. Grazie alla lingua biforcuta la vipera riesce a rintracciare facilmente le prede, usandola per sentirne l'odore nell'aria e trasmettendone le particelle all'organo di Jacobson per essere analizzate. Le corna sono scaglie modificate che formano le caratteristiche "ciglia" sopra la testa della vipera e possono essere 2 o 3. Nonostante molte altre vipere abbiano le corna sul naso, la funzione di queste particolari appendici resta ancora un mistero. 

### Abitudini e dieta
La vipera nasicorne è prevalentemente notturna e solitamente caccia piccoli mammiferi, uccelli, lucertole, rane e pesci.

### Durata della vita
Questo serpente può vivere fino a 15 anni.

## Distribuzione ed habitat
La vipera nasicorne vive principalmente nelle foreste pluviali dell'Africa centrale e occidentale, dal Kenya occidentale al Senegal. Questo serpente preferisce il terreno umido vicino a fiumi, laghi e paludi. Sebbene si sappia arrampicare, trascorre la maggior parte del tempo al suolo.

## Veleno
Il veleno di questa vipera è molto potente, e viene iniettato da zanne lunghe fino a 1,5 cm. Il veleno è emotossico, quindi in grado di attaccare le cellule sanguigne e il sistema circolatorio, portando emorragie interne, necrosi dei tessuti e collasso degli organi interni. È talvolta letale per l'uomo. Il morso però non risulta sempre velenoso, perché questa vipera può controllare il movimento delle zanne retrattili e non sempre le estrae quando morde.

## Riproduzione
La vipera nasicorne è ovovivipara. I cuccioli appena nati misurano 18-25 cm.